# Endospermo
El endospermo o endosperma es el tejido nutricional formado en el saco embrionario de las plantas con semilla; es triploide (con tres juegos de cromosomas) y puede ser usado como fuente de nutrientes por el embrión durante la germinación. Está conformado por células muy apretadas y gránulos de almidón incrustados en una matriz, gran parte de este es proteína.

## Tipos de desarrollo del endospermo
Según cómo se producen las divisiones celulares luego de la formación de la célula endospermogenética (la célula producida por la fusión de los dos núcleos polares del saco embrionario con uno de los núcleos generativos del grano de polen), se puede distinguir tres tipos de desarrollo del endosperma:
- Endospermo celular: es el tipo de desarrollo del endospermo en el que las divisiones nucleares están acompañadas del desarrollo de paredes celulares que aíslan células uninucleadas o plurinucleadas. En otras palabras, en este tipo de desarrollo las divisiones del núcleo celular están acompañadas de la formación de una pared celular que divide a los dos núcleos resultantes.

- Endospermo nuclear: en este tipo de desarrollo del endosperma las primeras divisiones del núcleo de la célula endospermogenética no están acompañadas de la división del citoplasma a través de paredes celulares, por lo que se forman células con muchos núcleos. Estas células multinucleadas, o cenocitos, pueden más tarde formar paredes celulares.

- Endospermo helobial: este tipo de desarrollo del endospermo es intermedio entre los dos tipos anteriores. Tras la primera división del núcleo de la célula endospermo genética, se forma una pared celular que separa a los núcleos hijos. No obstante, las posteriores divisiones nucleares en estas dos células hijas no van acompañadas de citocinesis, por lo que en ambas se desarrollan cenocitos. Generalmente, la formación de cenocito ocurre solamente en la célula más próxima a la micrópila.

## Origen evolutivo
Durante más de un siglo, dos hipótesis han competido para explicar el origen del endospermo de angiospermas. Una de ellas sostiene que este es homólogo de un embrión supernumerario cuyo desarrollo normal se modificó para dar lugar «altruistamente» a un tejido nutricional. La otra sostiene que la fusión de los núcleos masculino y femenino asociada con la iniciación del endospermo en angiospermas no es de tipo sexual sino que representa una especie de fase vegetativa en el desarrollo del gametófito femenino. En este sentido, el endospermo de angiospermas sería homólogo del gametófito femenino de gimnospermas. La primera hipótesis encuentra argumentos de apoyo en el hecho de que la doble fecundación en gimnospermas produzca embriones supernumerarios y en algunos modelos sobre la eficacia adaptativa de la estrategia altruista. Pero la segunda hipótesis, la de que el endosperma pueda ser homólogo del gametófito femenino de las gimnospermas, también resulta congruente desde la perspectiva de la genética del desarrollo embrionario de ambos grupos. Algunos descubrimientos recientes siguen apoyando una u otra teoría. La ontogenia del
endosperma en Zea guarda grandes similitudes en sus fases iniciales con la de un embrión. Por contraposición, el hecho de que algunos mutantes en Arabidopsis produzcan endospermos sin fecundación, de origen materno, apoya la hipótesis de la homología entre el endospermo y un gametófito ancestral.